# Šarganská osmička

Mapa trati.

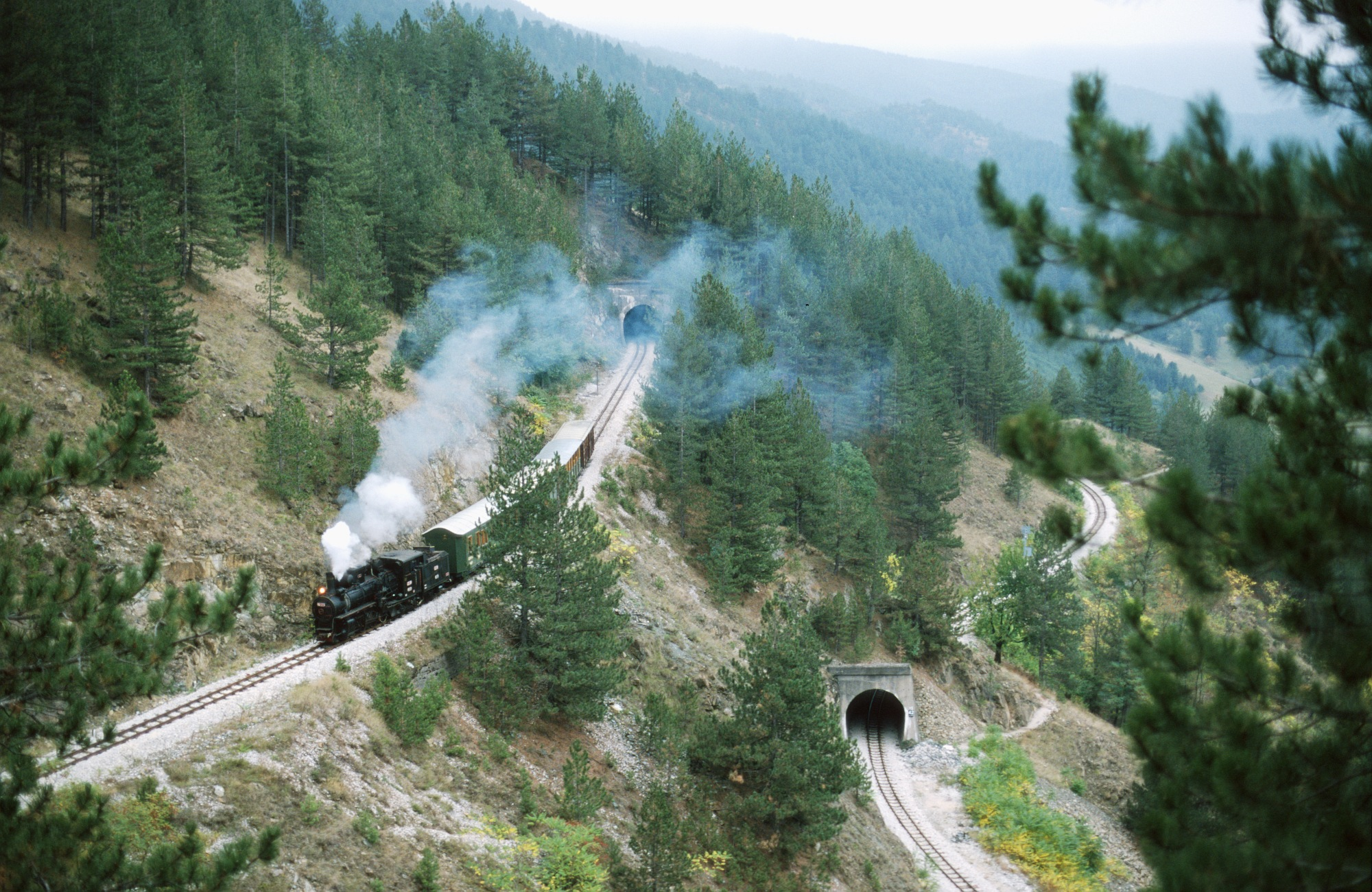
Parní vlak na turistické trati.

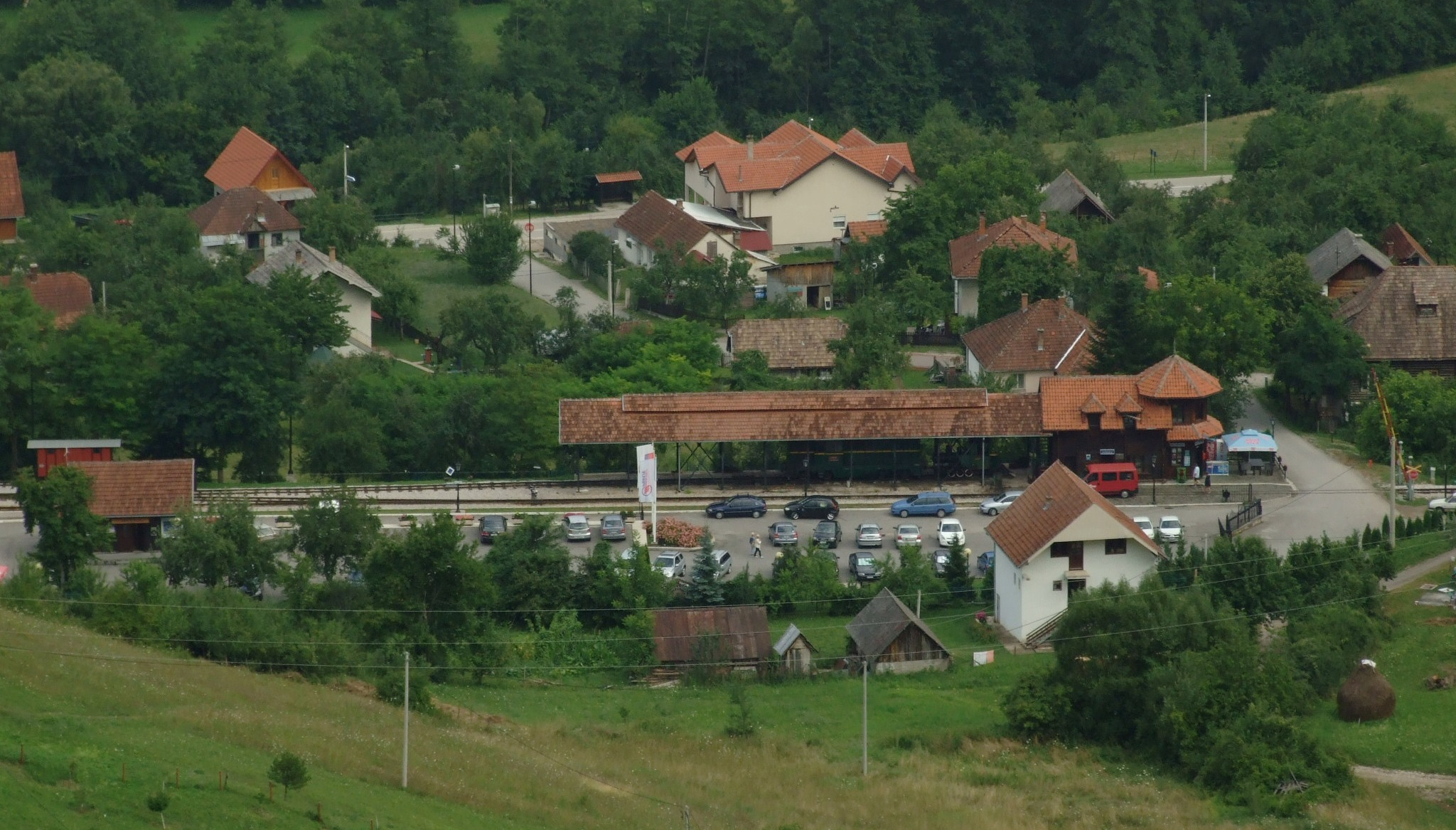
Pohled na nádraží Mokra Gora.

Šarganská osmička (srbsky Шарганска осмица/Šarganska osmica) je muzejní železniční trať, která se nachází na západě Srbska, v blízkosti města Užice. Úzkorozchodná trať, kdysi součást rozsáhlejší železniční trati ze Sarajeva do Užice, byla zrekonstruována v úseku Mokra Gora–Šargan Vitasi. Areál vlastní a provozují srbské dráhy a jsou v rámci něj provozovány historické jízdy nostalgickými vlaky.
Stará původní trať byla zrušena v roce 1974 a na žádost skupiny nadšenců ze spolku Šarganska osmica byla následně obnovena turisticky nejatraktivnější část v délce 15,44 km. Svůj název má trať podle osmičky, kterou opisuje při překonávání výškového rozdílu mezi údolím řeky Kamešina a úpatím vrchu Šišatovac. Samotná trať tak na několika místech kříží sama sebe. Za hodinu jízdy vlak překoná 22 tunelů a více než pět mostů, celkové převýšení trati činí 300 m. Revitalizace trati byla dokončena v roce 2003 a provozován je zde vlak s parní lokomotivou ev. označení JŽ-83-173. Pravidelný turistický provoz zde byl zahájen 1. září 2003. Každé léto Šarganská osmička přepraví 70 000 turistů. V roce 2011 byla trať prodloužena do města Višegrad v Bosně a Hercegovině, kde je rovněž rozvíjen turistický průmysl, a nachází se tam i atrakce Andrićgrad, zasvěcená spisovateli Ivu Andrićovi.

## Historie
Během první světové války bylo území dnešního centrálního Srbska okupováno vojsky Rakousko-Uherska. Pro Rakousko to znamenalo potřebu zajištění lepšího dopravního spojení na území balkánského státu. Většina dopravních spojnic směřovala ze severu, z Dolních Uher, žádná železnice však nespojovala Srbsko s Bosnou a Hercegovinou. Na jaře 1916 byly zahájeny stavební práce na trati Vardište–Užice. Trať naplánovali rakousko-uherští inženýři v čele s Hugem Keinzlem. Stavební práce probíhaly ze směru od Vardište k Užici. Prvních 9 km trati se podařilo vybudovat relativně rychle, nicméně technicky i stavebně náročné se ukázalo být překonání horského masivu Šargan. Horské sedlo mělo být překonáno rekordně dlouhým tunelem, kde však při stavbě došlo k havárii; sesunula se dlouhá sekce tunelu a zavaleno bylo 200 dělníků. Následně byly proto stavební práce přerušeny. Výstavbu trati realizovali italští a ruští váleční zajatci.
Po skončení první světové války vzniklo samostatné Království Srbů, Chorvatů a Slovinců a hranice mezi Bosnou a Hercegovinou a současným Srbskem přestala fakticky existovat. Stavební práce byly obnoveny, ale pouze na úsecích Užice–Šargan–Mokra Gora. Původní projekt z pera rakousko-uherských projektantů byl zcela opuštěn. Na jaře 1919 jugoslávské ministerstvo dopravy nařídilo pokračování stavebních prací na úseku Užice–Vardište. Stavební práce provádělo Ředitelství pro stavební činnosti v Sarajevu. Na návrhu stavby se podíleli inženýři Ranislav Avramović, Milorad Milivojević, Vasa Marković, Andra Sanić, Stanislav Sobotka, Nikola Đurić a Milivoje Borislavljević. Tehdy padlo rozhodnutí překonat výškový rozdíl tratí vedenou v podobě číslice osm. Trať, která prochází touto formací, je dlouhá 2,7 km.
Úsek přes Mokrou Goru, Jatare a horský masiv Šaraganu byl budován v letech 1921–1925. Stavební práce byly zahájeny dne 1. března 1921. Protože se však státním organizacím nedařilo postupovat v pracích dostatečně rychle, uskutečnilo následně ministerstvo dopravy výběrové řízení na soukromou firmu, která by v pracích pokračovala. Rozhodnutí padlo v říjnu 1921 a vyhrály dvě společnosti – Plavšić a Feniks. Termín, do kdy měla být stavba hotová, byl 24. duben 1924. Společnost Feniks stavěla úsek mezi městem Užice a obcí Kremani v délce 30 km, resp. dále do dnešní stanice Šargan Vitasi. Překonání náročného terénu se podařilo díky práci tehdejšího technického ředitele Bory Radenkoviće. Ekonomická situace v Jugoslávii, která nebyla příliš šťastná, však dopadla i na možnosti podniku provádět výstavbu požadovaným tempem. Finální datum dokončení stavby se tak neustále odsouvalo. Nejprve na 30. června 1924 a poté na 31. ledna 1925. Původně vysoutěžená cena trati ve výšce 35,8 milionů jugoslávských dinárů byla nakonec překročena podstatným způsobem. Stát za trať zaplatil 93,4 milionů dinárů.

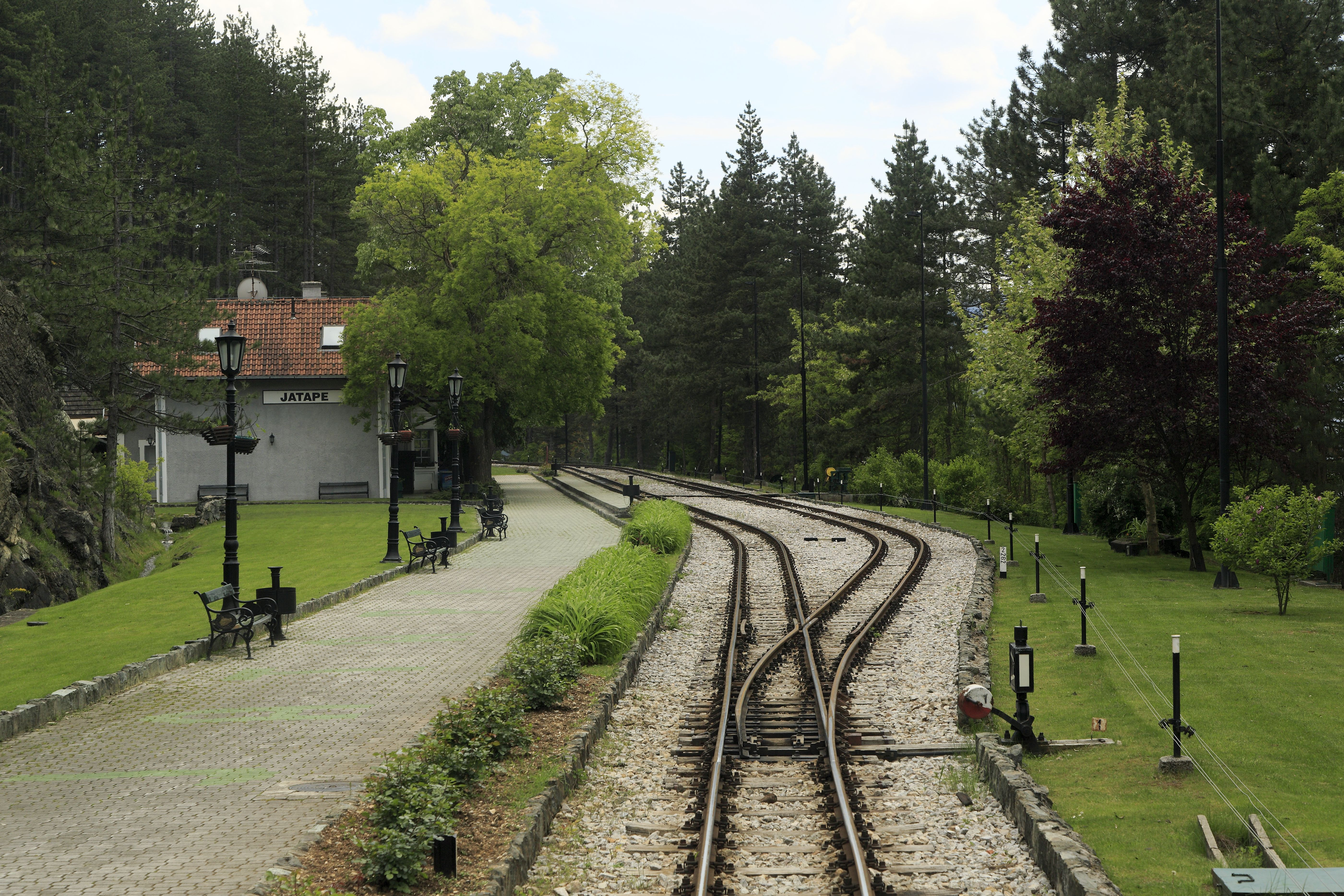
Stanice Jatare.

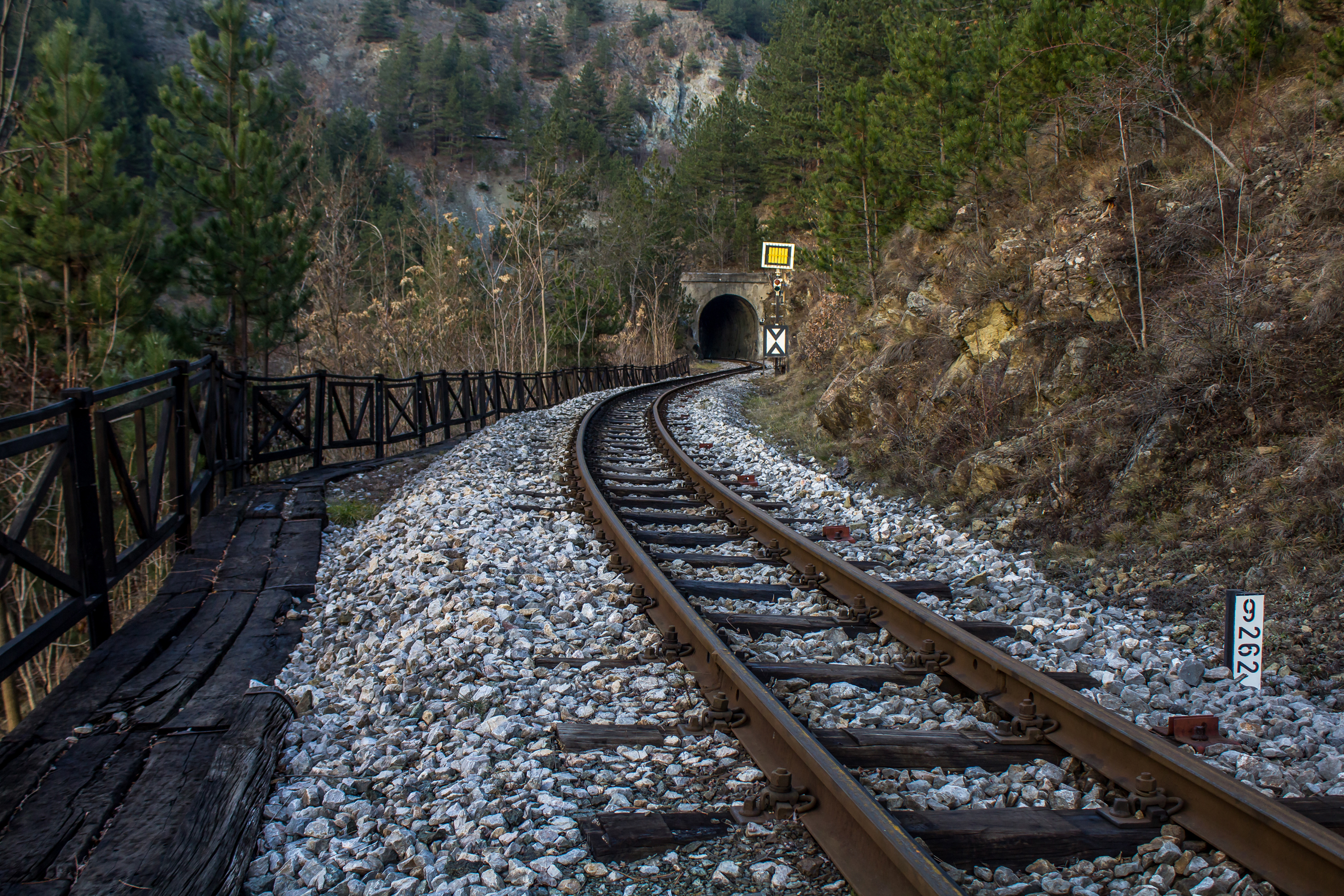
trať vedoucí do tunelu.

Úsek mezi pohořím Šargan a obcí Mokra Gora spolu s tunelem pod Šarganem budovala společnost Plavšić podnikatele Nikoly Plavšiće. Společnost na místu, odkud začínal její úsek výstavby, tj. na 9. kilometru trati, utvořila velké staveniště v údolí řeky Kamešina. Pro výstavbu trati byly vybudovány celkem tři nákladní lanové dráhy; první v délce 1825 m k pohoří Šargan, druhá do budoucí stanice Jatare o délce 1926 m a třetí od 13 kilometru trati vedla do údolí řeky Kamešiny a dlouhá byla 1400 m. Po těchto tratích byl přepravován stavební materiál. Vzhledem k vysokým stavebním nákladům na celou trať se však společnost velmi rychle ocitla bez peněz a zbankrotovala. Ředitelství pro stavební práce následně firmě zrušilo ke dni 13. června 1923 stavební povolení.
Následně poté nechal jugoslávský ministr dopravy zřídit nový státní úřad, který měl rozestavěný úsek v délce 22,8 km dobudovat. Jednalo se o sekci vedoucí z města Užice údolím řeky Đetinji až po masiv Šarganu. Maximální stoupání trati zde činilo 14 promile. Od stanice Šargan-Vitasi až po stanici Kotromani bylo stoupání poměrně úspěšně vyřešeno a proraženy dva tunely (tunel Šargan s délkou 808 m a tunel Balvan s délkou 453 m). Maximální stoupání v tomto úseku činilo 18 promile. V Užici se nacházela stanice na nadmořské výšce 404 m a u stanice Šargan-Vitasi vystoupala až na 806 m. Slavnostní otevření trati se uskutečnilo dne 25. ledna 1925. Pravidelný provoz úzkorozchodné trati trval celkem 49 let a 25 dní. Vlaky z Užice po trati pokračovaly dále do Višegradu, Sarajeva a Dubrovníku. První motorový vůz byl na této trati nasazen v roce 1938 a původní cestu z Bělehradu do Dubrovníku, která trvala celkem 24 hodin, zkrátil na 16 hodin a 30 minut.
Důvodem ukončení provozu v 70. letech 20. století byly ekonomické propočty dopravních odborníků, které poukázaly na budoucí nerentabilitu trati, především v souvislosti s nízkou cestovní rychlostí, kapacitou a konkurencí automobilové dopravy.
V roce 2020 byly rekonstruovány některé tunely na trati.

## Muzeální železnice
O 24 let později byla na základě iniciativy místních obyvatel a souhlasu společnosti ŽTP Beograd zahájena rekonstrukce původní trasy. Komplex Šarganska osmica byl projektován v Dopravním institutu CIP a spočíval v obnově úzkorozchodné trati, vybudování nových konečných stanic a technické infrastruktury. Z užického muzea úzkorozchodných železnic v Požeze byly převezeny vagony a lokomotiva Ćiro. Pravidelný provoz byl zahájen v roce 2003. Kromě samotné trati je i značný počet historických lokomotiv a vagonů označen jako technická památka (celkem 14 exponátů). Na trati historické vlaky projíždějí přes 4 stanice:
- Mokra Gora
- Jatare
- Golubići
- Šargan Vitasi

Stanice Golubići je známa jako dějiště filmu Život je zázrak od Emira Kusturicy.